# Лука Куратолі
Лука Куратолі (італ. Luca Curatoli; нар. 25 липня 1994 року, Неаполь, Італія) — італійський фехтувальник на шаблях, срібний призер Олімпійських ігор 2020 року, чемпіон світу.

## Виступи на Олімпіадах
| Олімпіада  | Дисципліна          | Місце |
| ---------- | ------------------- | ----- |
| Токіо 2020 | індивідуальна шабля | 17    |
| Токіо 2020 | командна шабля      | 2     |
| Париж 2024 | індивідуальна шабля | 11    |
| Париж 2024 | командна шабля      | 5     |